# Chrysanthoglossum
Chrysanthoglossum é um género botânico pertencente à família Asteraceae.